# Cannstatter Zeitung
Die Cannstatter Zeitung ist eine Abonnentenzeitung für den Stuttgarter Stadtbezirk Bad Cannstatt und die benachbarten Stuttgarter Neckarvororte.
Als Untertürkheimer Zeitung erscheint eine inhaltlich identische Ausgabe für Stuttgart-Untertürkheim und Umgebung. Beide Zeitungen übernehmen den überregionalen Teil und den Wirtschaftsteil von den Stuttgarter Nachrichten. Die Zeitungen werden im Rheinischen Format (350 × 510 mm) gedruckt. Die zuletzt gemeldete verkaufte Auflage lag im zweiten Quartal 2022 bei 3.910 Exemplaren.

## Geschichte
- 1824 erscheint erstmals in der Oberamtsstadt Cannstatt die Cannstatter Zeitung.
- Am 12. Juni 1899 erscheint die Untertürkheimer Zeitung ursprünglich als „Generalanzeiger für Unter- und Obertürkheim, Wangen, Hedelfingen und Rothenberg“.
- Ab 1955 vereinigen sich die Cannstatter und die Untertürkheimer Zeitung unter dem gemeinsamen Rotenberg-Verlag, aber bis heute mit zwei getrennten Lokalredaktionen.
- Am 1. Juli 1960 übernimmt der Bechtle Verlag&Druck in Esslingen am Neckar den Rotenberg Verlag in Bad Cannstatt mitsamt den beiden Tageszeitungen.
- Im Oktober 2016 erwirbt die Südwestdeutsche Medien Holding (SWMH) 87 % an der Eßlinger Zeitung und damit auch an der Cannstatter/Untertürkheimer Zeitung.
- Der Druck erfolgt in Esslingen bei Bechtle Verlag&Druck.

## Auflage
Die Cannstatter Zeitung hat wie die meisten deutschen Tageszeitungen in den vergangenen Jahren an Auflage eingebüßt. Zwischen 1998 und 2022 sank die verkaufte Auflage um 59,52 Prozent. Die Auflage wird seit 2022 nicht mehr der IVW gemeldet. Die zuletzt gemeldete verkaufte Auflage lag im zweiten Quartal 2022 bei 3.910 Exemplaren. Der Anteil der Abonnements an der verkauften Auflage lag im vierten Quartal 2021 bei 87,9 Prozent.
| 1998 | 1999 | 2000 | 2001 | 2002 | 2003 | 2004 | 2005 | 2006 | 2007 | 2008 | 2009 | 2010 | 2011 | 2012 | 2013 | 2014 | 2015 | 2016 | 2017 | 2018 | 2019 | 2020 | 2021 | 2022 | 2023 | 2024 |
| ---- | ---- | ---- | ---- | ---- | ---- | ---- | ---- | ---- | ---- | ---- | ---- | ---- | ---- | ---- | ---- | ---- | ---- | ---- | ---- | ---- | ---- | ---- | ---- | ---- | ---- | ---- |
| 9658 | 9598 | 9426 | 9408 | 9090 | 9508 | 9214 | 9147 | 8808 | 9091 | 8933 | 8725 | 9029 | 9283 | 9348 | 8917 | 8999 | 9267 | 8633 | 8411 | 7997 | 7543 | 6892 | 4195 |      |      |      |

## Persönlichkeiten
- 1932: Der Schriftsteller Thaddäus Troll macht ein Zwei-Monats-Praktikum bei der Cannstatter Zeitung
- Chefredakteur der beiden Zeitungen ist Ulrich Nagel.